# SNH48
SNH48 – chińska grupa idolek stworzona przez Yasushiego Akimoto. Jest to druga siostrzana zagraniczna grupa AKB48. SNH48 posiada swój własny teatr w Szanghaju, otwarty 30 sierpnia 2013 roku.
Powstanie grupy oficjalnie zapowiedziano 23 kwietnia 2012 roku. 9 czerwca 2016 roku AKB48 zawiesiło partnerstwo z SNH48 ze względu na naruszenie kontraktu, czyniąc grupę niezależnym zespołem. Zespół jest własnością chińskich firm NineStyle i Star48.

## Członkinie
Z dniem 8 marca 2018 grupa składała się z 111 aktywnych członkiń podzielonych na kilka zespołów: Team SII z 22 członkami, Team NII z 20 członkami, Team HII z 23 członkami, Team X z 19 członkami, Team FT z 19 członkami. Kilka członkiń należy do dwóch zespołów (tzw. Kennin (jap. 兼任)). Członkinie „Preparation Students” (chiń. 研究生; pinyin Yánjiūshēng) są osobną grupą dziewczyn, które nie zostały awansowane do oficjalnych zespołów, z wyjątkiem członków projektu (14 członkiń). Członkinie Zàn Xiū (chn. 暂休, ang. temporarily suspended) to grupa dziewcząt z tymczasowo zawieszoną aktywnością (15 członkiń).
Zespoły: Team SII, Team NII, Team HII, Team X, Team XII (2016–2018), Team FT (od 2018), Preparation Students, Zàn Xiū.

## Dyskografia
Minialbumy
1. Heavy Rotation (chiń. 无尽旋转; pinyin Wújìn Xuánzhuǎn) (13.06.2013)
2. Flying Get (chiń. 飞翔入手; pinyin Fēixiáng rùshǒu) (02.08.2013)
3. Fortune Cookie of Love (chiń. 爱的幸运曲奇; pinyin Ài de xìngyùn qū qí) (25/29.11.2013)
4. Heart Electric (chiń. 心电感应; pinyin Xīndiàn gǎnyìng) (12.03.2014)
5. UZA (chiń. 呜吒) (12.10.2014)
6. Give Me Five! (chiń. 青春的约定; pinyin Qīngchūn de yuēdìng) (15.01.2015)
7. After Rain (chiń. 雨季之后; pinyin Yǔjì zhīhòu) (28.03.2015)
8. Manatsu no Sounds good! (chiń. 盛夏好声音; pinyin Shèngxià hǎo shēngyīn) (15.05.2015)
9. Halloween Night (chiń. 万圣节之夜; pinyin Wànshèngjié zhī yè) (12.10.2015)
10. New Year's Bell (chiń. 新年的钟声; pinyin Xīnnián de zhōng shēng) (28.12.2015)
11. Engine of Youth (chiń. 源动力; pinyin Yuán dònglì) (25.03.2016)
12. Dream Land (chiń. 梦想岛; pinyin Mèngxiǎng dǎo) (20.05.2016)
13. Princess's Cloak (chiń. 公主披风; pinyin Gōngzhǔ pīfēng) (12.10.2016)
14. Happy Wonder World (chiń. 新年这一刻; pinyin Xīnnián zhè yīkè) (20.12.2016)
15. Each Other's Future (chiń. 彼此的未来; pinyin Bǐcǐ de wèilái) (17.03.2017)
16. Summer Pirates (chiń. 夏日柠檬船; pinyin Xià rì níngméng chuán) (19.05.2017)
17. Dawn in Naples/Glorious Times (chiń. 那不勒斯的黎明/绚丽时代) (18.10.2017)

Albumy coverowe
1. Mae shika mukanee () (10.05.2014)

## Grupy siostrzane
Podobnie jak zespół AKB48, grupa SNH48 utworzyła dwie grupy siostrzane: BEJ48 (Pekin) oraz GNZ48 (Guangzhou) w 2016 roku. Podczas trzecich wyborów General Election, 30 lipca 2016 roku, zapowiedziano powstanie SHY48 (Shenyang), która zadebiutowała w styczniu 2017 roku. 2 czerwca 2017 roku zapowiedziano powstanie czwartej grupy, CKG48 (Chongqing), aktywnej od października 2017 roku. Kolejną zapowiedzianą grupą siostrzaną jest CGT48 (Chengdu).
Powstały też plany utworzenia kolejnych zespołów: CHA48 (Changsha, Hunan), WHN48 (Wuhan, Hubei), FUZ48 (Fuzhou, Fujian), HEB48 (Hebi, Henan), HEF48 (Hefei, Anhui), JIN48 (Jinan, Shandong), KUM48 (Kunming, Yunnan), NAJ48 (Nankin, Jiangsu), NIB48 (Ningbo, Zhejiang), NJN48 (Neijiang, Sichuan), SHZ48 (Shijiazhuang, Hebei), SUZ48 (Suzhou, Jiangsu), TAY48 (Taiyuan, Shanxi), TNJ48 (Tianjin), XAN48 (Xi’an, Shaanxi), XIM48 (Xiamen, Fujian) oraz ZNZ48 (Zhengzhou, Henan).